# 超法規的措置
超法規的措置（ちょうほうきてきそち、英語: extra legal measures）は、国家が法律に規定された範囲を超えて行う特別な行為のこと。例えば、テロなどで人質の命が脅かされた場合に法律を逸脱して犯人の要求に従ったり、法律が想定していない有事において立法を行わず強硬な措置を行う場合などに政治的判断として行われる。
また、後述の戦後日本において行われた事例は「超法規的措置」というより「超実定法的措置」が適切な表現とされ、実定法を支える法秩序全体を流れる法の理念からして許容されるものであり、日本国憲法に反する行政権の行使ではなく、違憲ではないとされている（第183回通常国会衆議院内閣答弁書）。

## 事例

### 日本
戦後の日本においては、日本赤軍が人質を取り獄中のメンバー釈放を要求した日本赤軍事件（クアラルンプール事件とダッカ日航機ハイジャック事件）がある。その結果、1977年10月1日午前3時半以降に、獄中にいる11人のメンバーが釈放された（三木武夫内閣・福田赳夫内閣）。
ダッカ事件では、犯人グループの要求に応じた際に時の内閣総理大臣・福田赳夫が「人命は地球より重い」と述べた。この措置に対し、諸外国から「（日本から諸外国への電化製品や日本車などの輸出が急増していたことを受けて）日本はテロリズムまで輸出するのか」と非難を受けた。ただし、当時は欧米各国においても、テロリストの要求を受け入れて、身柄拘束中のテロリストを釈放することが通常であり（例、PFLP旅客機同時ハイジャック事件やハーグ事件、ルフトハンザ航空615便事件などを参照）、日本国政府のみがテロに対して弱腰であったわけではなかった。1970年代後半は、このような無謀な要求をするテロリストに対処するために、世界各国で対テロ特殊部隊の創設が進められていた。
この際、獄中メンバーが日本赤軍に参加するために出国する際には、日本国政府の正規パスポートが発行された（日本国旅券は、出国直後に旅券法の返納命令を受けて返却された）。また、身代金に加えて、獄中メンバーが働いた獄中労務金が上乗せされた金銭が、釈放メンバーに渡された。
釈放されたメンバー11人のうち5人は、身柄を確保された後に裁判が開始された。超法規的措置による釈放は、国家の訴追権を放棄したものではないとして、釈放前に起訴されていた罪の訴追も有効として裁判続行が認められ、5人の有罪が確定した。ただし、刑が確定して服役中だったメンバー2人については、服役事由の罪については、刑法が規定した刑の時効が成立している。
現在も逃亡中のメンバーは6人である。
| メンバー     | 所属                 | 罪                              | 釈 放 要 求             | テロ輸出              | その後 |
| ------------ | -------------------- | ------------------------------- | ----------------------- | --------------------- | --- |
| 西川純       | 日本赤軍             | ハーグ事件                      | ク ア ラ ル ン プ ｜ ル | ダッカ事件            | 1997年10月、ボリビアで拘束 1997年11月、日本送致 2011年9月、無期懲役確定                                                                                 |
| 戸平和夫     | 日本赤軍             | 偽造旅券                        | ク ア ラ ル ン プ ｜ ル |                       | 1997年2月、レバノンで拘束 2000年、日本送致 2002年9月、懲役2年6ヶ月確定 2003年5月、出所                                                                  |
| 坂東國男     | 連合赤軍 （赤軍派）  | M作戦 あさま山荘事件            | ク ア ラ ル ン プ ｜ ル | ダッカ事件            | 国外逃亡（国際手配）中 |
| 松田久       | 赤軍派               | M作戦                           | ク ア ラ ル ン プ ｜ ル |                       | 国外逃亡（国際手配）中 |
| 佐々木規夫   | 東アジア反日武装戦線 | 連続企業爆破事件                | ク ア ラ ル ン プ ｜ ル | ダッカ事件            | 国外逃亡（国際手配）中 |
| 奥平純三     | 日本赤軍             | ハーグ事件 クアラルンプール事件 | ダ ッ カ                | ローマ事件 ナポリ事件 | 国外逃亡（国際手配）中 |
| 城崎勉       | 赤軍派               | M作戦                           | ダ ッ カ                | ジャカルタ事件        | 1996年9月、ネパールで拘束 アメリカで懲役30年（2015年2月出所） 2015年2月、アメリカから日本に強制送還され逮捕 2018年9月、懲役12年確定 2024年7月20日、死去 |
| 大道寺あや子 | 東アジア反日武装戦線 | 連続企業爆破事件                | ダ ッ カ                |                       | 国外逃亡（国際手配）中 |
| 浴田由紀子   | 東アジア反日武装戦線 | 連続企業爆破事件                | ダ ッ カ                |                       | 1995年3月、ルーマニアで拘束 1995年3月、日本に身柄送致 2004年8月、懲役20年確定                                                                           |
| 泉水博       | 獄中者組合           | 殺人事件                        | ダ ッ カ                |                       | 1986年6月、フィリピンで拘束 日本に身柄送致 1995年3月、懲役2年追加確定                                                                                   |
| 仁平映       | 獄中者組合           | 殺人事件                        | ダ ッ カ                |                       | 国外逃亡（国際手配）中 |

### フランス
1974年9月13日にハーグ事件が発生する。オランダ、ハーグのフランス大使館を3名で襲撃・占領した日本赤軍は、大使館員ら11名を人質にし、身代金として30万ドルとフランス当局に収監中の日本赤軍メンバーの釈放を要求した。
フランスは超法規的措置として彼らの要求に応じ、メンバーを釈放、また30万ドルはオランダが負担した。日本赤軍メンバーはシリアに向かい、そこでシリア政府に投降した（事実上の亡命）。

### アメリカ
アメリカ合衆国では、大統領が大統領令により議会の制定した法律の定めに基づかない権限を行使する例が、特に有事において顕著に見られる。このような権力行使は司法により追認されるケースが多いため、歴史的に大統領の権能は漸次拡大する傾向にある。
グァンタナモ米軍基地のグアンタナモ湾収容キャンプには、イスラム過激派を中心にテロリストと思しき人間が収容されている。しかし、これらの被疑者は裁判にかけられることもなく、逮捕・長期拘留されている。
捕虜であればジュネーヴ条約を適用する義務があるが、犯罪者にその必要はなく、また当地はアメリカではないので、アメリカ合衆国憲法の権利章典に定める被疑者の権利も保障されない。そのため、アメリカ軍による非情な人権侵害がまかり通っており、これを超法規的措置とする声がある。

### エルサルバドル
エルサルバドルでは、2010年代からギャング（マラ・サルバトルチャ）が横行して治安が極端に悪化。2022年には、1日で62人が殺害される事件も発生した。同年、ナジブ・ブケレ大統領は、非常事態を宣言して憲法が保障する国民の権利を一時停止。ギャングの摘発を始めて約5カ月間で市民約5万人を逮捕した。この数は、国民の130人に1人が逮捕されたこととなるが、国内の治安は劇的に改善して、多くの市民はナジブ・ブケレ大統領を支持。2024年の大統領選挙では再選を果たした。一方、逮捕された数万人は、新たに設立されたテロリスト監禁センターに送られ、劣悪な環境の中で拘束が続けられた。

## その他の事例
- 1985年（昭和60年）8月12日に日本航空123便墜落事故が発生し、墜落現場の御巣鷹の尾根において生存者の捜索活動を行う捜索隊に対し、8月15日に日本電信電話より当時サービス開始前のショルダーホン（持ち運び式自動車電話）の試作機12台を提供した。しかしサービス開始前で郵政省からの電波利用の免許を受けておらずこのままでは使用ができないため超法規的措置の適用を申請し受理され実際に使用された。なお、通信に必要な電波は宇都宮市と水戸市に拠点を設けて御巣鷹の尾根へ送られた[7]。
- 1990年、樺太で大やけどを負ったコンスタンティン・スコロプイシュヌイ少年を救出するため医師団が樺太に飛び、札幌医科大学に搬送して治療した。少年や医師団の入出国について正式な手続きを省略できるよう外務省の判断がなされた。一般には「超法規的措置がとられた」とされることもあるが、「仮上陸」という法律に規定された手続きに則って入国しており、その意味では超法規的とは言えない。
- 2001年（平成13年）5月1日、「金正男（金正日の長男）と見られる男性」が、成田国際空港で東京入国管理局成田空港支局によって拘束されるという事件が発生した。男は妻子を連れており、ドミニカ共和国の偽造パスポートを使用して入国を図ったところを拘束・収容された。5月3日に身柄拘束の事実が報道によって明らかとなったが、外交問題に発展することを恐れたことで、当時の第1次小泉内閣の政治判断により、退去強制処分とされ、翌4日に、2階席を貸し切り状態にされた全日空のボーイング747機で、中華人民共和国に強制送還した。
- 2006年に発生した高等学校必履修科目未履修問題の際に、当初伊吹文明文部科学大臣が慎重な姿勢を示していたが、与党の救済を求める声や安倍晋三内閣総理大臣の指示を受け、救済措置を取ると方針転換した。しかしこの措置は、学習指導要領に基づいたカリキュラムで学習した生徒たちからは批判された。